# تشارلز أ. أوت جونيور
تشارلز أ. أوت جونيور (بالإنجليزية: Charles A. Ott Jr.)‏ هو عسكري أمريكي، ولد في 26 سبتمبر 1920 في سانتا باربارا في الولايات المتحدة، وتوفي بنفس المكان في 9 ديسمبر 2006.